# 西宮市立甲陵中学校
西宮市立甲陵中学校（にしのみやしりつ こうりょうちゅうがっこう）は、兵庫県西宮市上甲東園二丁目にある公立中学校。

## 沿革
- 1947年4月14日 - 西宮市立甲東中学校として西宮市立甲東小学校に併設。
- 1947年5月1日-開校式並びに入学式。
- 1950年9月20日-校舎移転を完了。
- 1992年1月25日-アルミ缶回収で「甲陵の井戸」1基目完成。
- 1995年1月17日-阪神・淡路大震災発生。生徒5名死亡。特別教室棟、1年生校舎、体育館が被害を受ける。
- 1998年2月15日-西宮市教育委員会表彰を受ける。【アルミ缶回収、生徒会ユニセフ委員会】
- 1999年10月21日-リサイクル推進協議会より、文部大臣賞を受ける。【生徒会ユニセフ委員会】
- 2000年2月15日-西宮市教育委員会表彰を受ける。【ユニセフ委員会】
- 2001年10月25日-内閣総理大臣賞を受ける。【生徒会アルミ缶回収】
- 2001年12月20日-市長表彰を受ける。【生徒会】
- 2002年12月24日-生徒数増加に伴い新校舎完成。
- 2005年2月9日-西宮市教育委員会所管表彰を受ける。
- 2005年2月22日-兵庫県教育委員会より、ゆずりは賞を受ける。
- 2012年2月15日-西宮市教育委員会所管表彰を受ける。【生徒会】
- 2016年11月20日-全日本マーチングコンテスト金賞受賞。
- 2018年11月18日-全日本マーチングコンテスト銀賞受賞。
- 2019年3月21日-全日本アンサンブルコンテスト銀賞受賞。
- 2021年8月28日-吹奏楽コンクール関西支部大会金賞受賞。

## 部活動

### 運動部
- 陸上競技部
- サッカー部
- 野球部
- バレーボール部
- ソフトテニス部
- バスケットボール部
- 水泳部
- 卓球部
- 柔道部
- 剣道部

### 文化部
- 吹奏楽部
- 合唱部
- 科学環境部
- ESS部
- 美術部

## 通学区域
以下の小学校の通学区域。
- 西宮市立甲東小学校
- 西宮市立上ケ原小学校（上ケ原四番町1-3番、上ケ原五番町の区域を除く）
- 西宮市立段上西小学校（甲東園1･2丁目、仁川町2丁目、段上町4丁目の区域）

### 区域の様子
- 関西学院大学上ヶ原キャンパス
- 兵庫県立西宮高等学校

### 交通アクセス
- 甲東園駅（阪急今津線）から阪急バスで「上甲東園」バス停下車。
- 仁川駅（阪急今津線）から徒歩15分。

## 著名な出身者
- 横谷繁 - サッカー選手
- 帆純まひろ - 元宝塚歌劇団花組男役
- 宮本泰介 - 習志野市市長
- 佐藤輝明 - プロ野球選手
- 小池美波 - 櫻坂46
- 忽那文香 - ダウ90000

## 全校生徒数
- 全校生徒数は808人（2021年度時点）[1]
- 以下のグラフは、全校生徒数の推移を示したものである。 （たて : 全校生徒数 / よこ : 西暦20XX年）|  | 現在、技術上の問題で一時的にグラフが表示されなくなっています。 |

## 通学区域が隣接している学校
- 西宮市立苦楽園中学校
- 西宮市立大社中学校
- 西宮市立上ケ原中学校
- 西宮市立平木中学校
- 西宮市立瓦木中学校
- 西宮市立甲武中学校
- 宝塚市立宝塚第一中学校
- 宝塚市立光ガ丘中学校